# Bob Lorimer
Robert Roy „Bob“ Lorimer (* 25. August 1953 in Toronto, Ontario) ist ein ehemaliger kanadischer Eishockeyspieler, der im Verlauf seiner aktiven Karriere zwischen 1971 und 1986 unter anderem 578 Spiele für die New York Islanders, Colorado Rockies und New Jersey Devils in der National Hockey League (NHL) auf der Position des Verteidigers bestritten hat. In Diensten der New York Islanders gewann Lorimer in den Jahren 1980 und 1981 jeweils den Stanley Cup.

## Karriere
Lorimer verbrachte seine Juniorenzeit ab 1971 an der Michigan Technological University, nachdem er zuvor ausschließlich in den unterklassigen Juniorenligen seiner Heimatprovinz Ontario verbracht hatte. An der Michigan Tech ging der Verteidiger in den folgenden vier Jahren erfolgreich einem Studium im Fach Business Administration nach. Parallel dazu lief er in der Universitätsmannschaft, den Huskies, auf, die in der Western Collegiate Hockey Association (WCHA), einer Division im Spielbetrieb der National Collegiate Athletic Association (NCAA), beheimatet waren. Der Kanadier verbrachte auch im sportlichen Bereich vier erfolgreiche Spielzeiten mit der Mannschaft, die mit dem Gewinn der nationalen Collegemeisterschaft im Jahr 1975 gekrönt wurden. Darüber hinaus war Lorimer, der Mannschaftskapitän des Meisterteams gewesen war, im NHL Amateur Draft 1973 in der neunten Runde an 129. Stelle von den New York Islanders aus der National Hockey League (NHL) ausgewählt worden.
Der Abwehrspieler benötigte jedoch ab seinem Wechsel zu den Profis eine gewisse Zeit, um sich dort zu etablieren. Zunächst verbrachte er die Saison 1975/76 bei den Muskegon Mohawks in der International Hockey League (IHL). In den folgenden beiden Spielzeiten, in denen er auch seine ersten Partien für die Islanders in der NHL absolvierte, stand Lorimer bei den Fort Worth Texans in der Central Hockey League (CHL) auf dem Eis. Mit den Texans gewann er 1978 den Adams Cup und schaffte zur darauffolgenden Saison 1978/79 den endgültigen Sprung in den Kader der ambitionierten New York Islanders. In den folgenden drei Jahren war der Defensivakteur Stammspieler und gewann mit den Isles in den Jahren 1980 und 1981 jeweils den Stanley Cup.
Trotz der Erfolge wurde Lorimer Anfang Oktober 1981, und damit kurz vor dem Start des Spieljahres 1981/82, gemeinsam mit Dave Cameron zu den Colorado Rockies transferiert. Die Rockies gaben dafür ein Erstrunden-Wahlrecht im NHL Entry Draft 1983 an den amtierenden Stanley-Cup-Sieger ab, mit dem die Islanders später Pat LaFontaine an der dritten Gesamtposition des Drafts auswählten. Bei den Colorado Rockies spielte Lorimer jedoch nur eine Saison, blieb dem Franchise aber treu, da es im Sommer 1982 von Denver nach East Rutherford im Bundesstaat New Jersey umgesiedelt wurde. Bei den nun als New Jersey Devils am Spielbetrieb teilnehmenden Team lief Lorimer weitere vier Spielzeiten in der NHL auf. Aufgrund zahlreicher Knieverletzungen absolvierte er in den beiden letzten Jahren jedoch nie mehr als 50 Einsätze pro Saison, woraufhin er sich nach der Saison 1985/86 im Alter von 32 Jahren aus dem aktiven Sport zurückzog. Im Jahr 1992 wurde er in die Michigan Tech Sports Hall of Fame aufgenommen.

### International
Seinen einzigen Auftritt auf internationaler Bühne hatte Lorimer im Rahmen des Iswestija-Pokals 1978 in der sowjetischen Hauptstadt Moskau. Dort nahm er mit einer vom kanadischen Eishockeyverband Hockey Canada sanktionierten Mannschaft mit dem Namen NHL Future Stars teil. In den vier Turnierspielen der Kanadier bereitete er einen Treffer vor. Die Teilnahme an der Weltmeisterschaft 1985 in der tschechoslowakischen Landeshauptstadt Prag musste der Verteidiger aufgrund einer Knieverletzung absagen und gehörte damit nicht zum Kader, der die Silbermedaille gewann.

## Erfolge und Auszeichnungen
| - 1975 WCHA Second All-Star Team - 1975 NCAA-Division-I-Championship mit der Michigan Technological University - 1975 NCAA Championship All-Tournament Team - 1978 Adams-Cup-Gewinn mit den Fort Worth Texans | - 1980 Stanley-Cup-Gewinn mit den New York Islanders - 1981 Stanley-Cup-Gewinn mit den New York Islanders - 1992 Aufnahme in die Michigan Tech Sports Hall of Fame |

## Karrierestatistik

### International
Vertrat die National Hockey League bei:

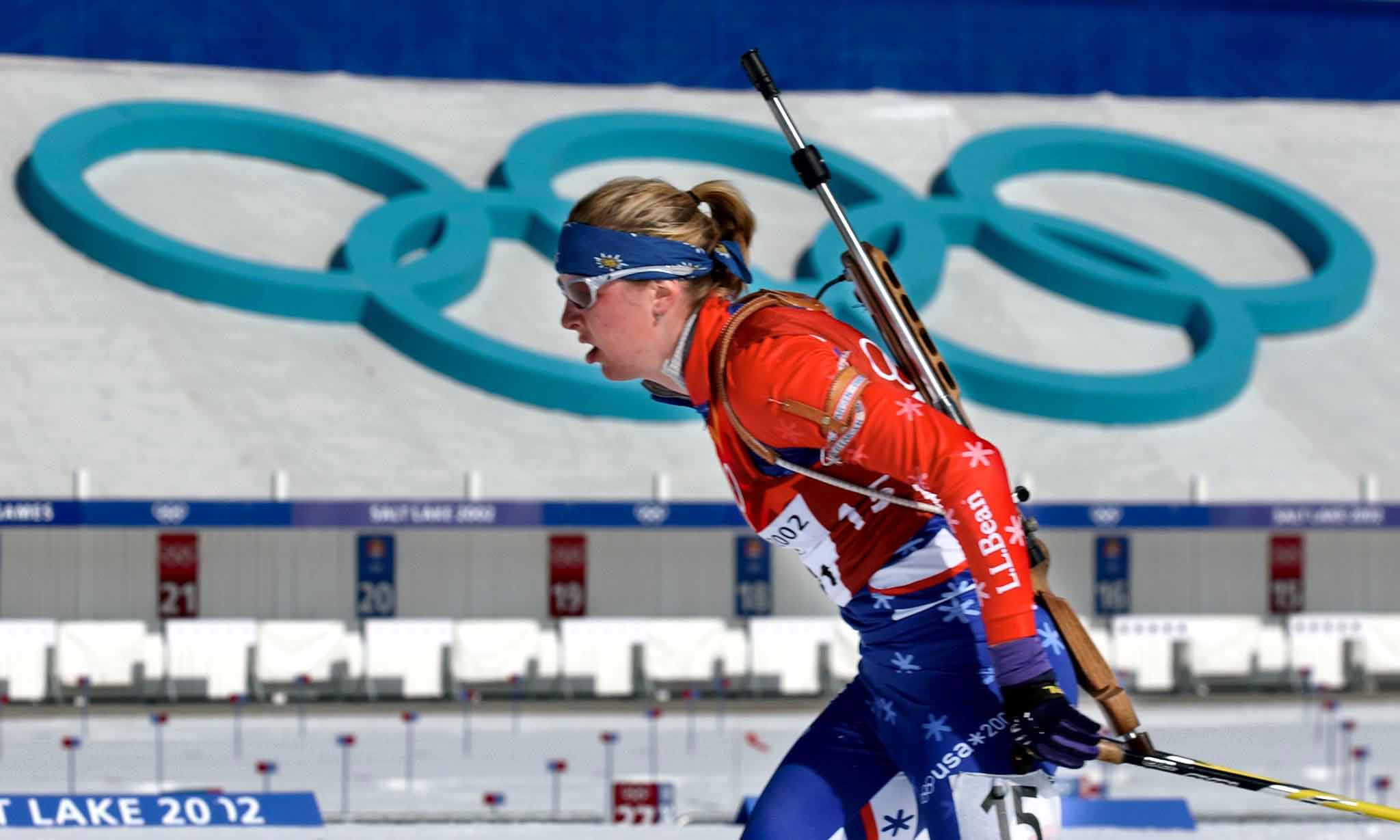
Lorimers Nichte Andrea Nahrgang (2002)

- Iswestija-Pokal 1978

(Legende zur Spielerstatistik: Sp oder GP = absolvierte Spiele; T oder G = erzielte Tore; V oder A = erzielte Assists; Pkt oder Pts = erzielte Scorerpunkte; SM oder PIM = erhaltene Strafminuten; +/− = Plus/Minus-Bilanz; PP = erzielte Überzahltore; SH = erzielte Unterzahltore; GW = erzielte Siegtore; 1 Play-downs/Relegation; Kursiv: Statistik nicht vollständig)

## Familie
Lorimers Schwager Jim Nahrgang war ebenfalls professioneller Eishockeyspieler in der National Hockey League (NHL) und bestritt dort zwischen 1974 und 1977 insgesamt 57 Partien für die Detroit Red Wings. Größtenteils verbrachte er seine vierjährige Profikarriere aber in der American Hockey League (AHL). Anschließend war er als Trainer im Collegebereich der National Collegiate Athletic Association (NCAA) tätig. Die Tochter Nahrgangs – und damit Lorimers Nichte – ist die US-amerikanische Biathletin Andrea Nahrgang, die im Rahmen der Olympischen Winterspiele 2002 in Salt Lake City an zwei Einzelwettbewerben und der Staffel teilnahm.